# 32944 Gussalli
32944 Gussalli este un asteroid din centura principală de asteroizi.

## Descriere
32944 Gussalli este un asteroid din centura principală de asteroizi. A fost descoperit pe 19 noiembrie 1995 la Sormano de Piero Sicoli și Francesco Manca. Asteroidul prezintă o orbită caracterizată de o semiaxă mare de 3,08 ua, o excentricitate de 0,18 și o înclinație de 4,5° în raport cu ecliptica.